# キャサリン (ゲームキャラクター)
キャサリン（Catherine、欧米ではBirdo）は、任天堂が発売したコンピュータゲームソフト『夢工場ドキドキパニック』およびマリオシリーズに登場する架空のキャラクター。同社の登録商標。

## 概要
筒状に突き出て開きっぱなしの大きな口と、頭に付いているリボンピンクが基本色。口から卵を吐く。卵を使っての攻撃と火炎弾のほか、吸い込み攻撃ができる。「キャシー」と呼ばれると機嫌が良くなる。
性別について、初登場時からしばらくはオカマと明記されていた。しかし、2015年には任天堂の担当者によると、性別については男や女ではなく、あくまでも女の子と思い込んでいるという設定になっている。『キャプテン★レインボー』以降のほとんどの作品では女性として扱われている。キャサリンに女性の証拠があったり（キャプテン★レインボー、2008年）、女性には効果がないピーチの技も効果がなかったり（スーパーマリオスタジアム ファミリーベースボール、2008年）、女子更衣室にいたり（マリオゴルフ ワールドツアー、2014年）、女性レース協会に所属したり（マリオカート8、2014年）している。
言葉遣いも女性らしく、マリオたちのことを「ちゃん」付けで呼んだりしている作品もある。『いただきストリートWii』では大人な態度で接している。また、自身を美しいと思っていたりとナルシストな描写が多い。
英語名はBirdoだが、『SUPER MARIO BROS. 2』（『スーパーマリオUSA』の日本以外での名称）のエンディングでは誤って"Ostro"と表示されており（Ostroは別の敵「ダウチョ」の英語名）、同様の誤記がある『スーパーマリオコレクション』の攻略本の一部ではキャサリンの英名を「オストロ」として紹介していたものもある。このミスは『スーパーマリオアドバンス』で訂正された。任天堂の公式サイトにて公開されている『SUPER MARIO BROS. 2』の説明書も訂正されている。

## 歴史
夢工場ドキドキパニック（1987年）
中ボスとして初登場。基本色のピンクのほか、赤、緑（ステージによっては灰色）の3種がいて、ピンクは口から卵だけを発射し、赤は卵と火を発射し、緑（灰）は火だけを発射する。なお、キャサリンの初登場はワリオやヨッシーやデイジーよりも早い。
スーパーマリオUSA（1992年）
『夢工場ドキドキパニック』の主人公キャラクターをマリオキャラクターに置き換えた移植作品で、原作と同じく中ボスとして登場する。マリオシリーズ初登場。以降はマリオシリーズのキャラクターの一員となる。本作のCMが初CMデビューである。キャサリンが口から卵を吐き出して「できちゃったぁ!!」と語るCMは話題になった。翌1993年の『USA』のスーパーファミコン移植版が収録された『スーパーマリオコレクション』のCMでは、『夢工場ドキドキパニック』『USA』の大ボス、マムーと一緒にリムジンでパーティ会場に乗り入れている。
ワリオの森（1994年）
画面端でキノピオを応援する役として登場。一定時間でワリオと交替する。
BSスーパーマリオUSA パワーチャレンジ（1996年）
サテラビューで放送されたサウンドリンクゲーム。3匹のキャサリンたちで結成された「スーパーキャサリンズ」がマリオたちの邪魔をする。
マリオテニス64（2000年）
再登場を果たし初めてプレイヤーキャラクターとして登場。以後、マリオシリーズのゲーム（パーティ系やスポーツ系）に登場するようになった。
マリオ&ルイージRPG（2003年）
マメック王子の策略で序盤にピーチの影武者として登場。後にパーニョの新しい相棒となってマリオたちと敵対した。このゲームの上でキャサリンは女優を目指している（2020年発売の『ペーパーマリオ オリガミキング』で夢が実現し、主演女優として演劇に出演した）。
マリオパーティ7（2005年）
マリオパーティシリーズ初のプレイヤーキャラクターとして登場。
キャプテン★レインボー（2008年）
モテモテになるという夢を叶えるためミミン島にやってきた。女性用トイレから出てきたところ、マッポに男性と勘違いされ逮捕された。主人公ニックが女性だという証拠を取りに行くイベントがある。マリオシリーズでは丁寧な口調で話すが、この作品では言葉遣いが荒々しくなっている。
この作品では本物の女性という設定になっており、以降のほとんどの作品で女性扱いになっている。
マリオ&ソニック AT バンクーバーオリンピック（2009年）
DS版にゲストとして遊びに来ることがあり、見つけるとスターポイントがもらえる。アドベンチャーツアーズではヨッシーの落し物「ドリフトボード」を拾い、持ち主であるトップアスリートに渡したいらしくヨッシーでミッションをクリアすると返してくれる。
マリオ&ソニック AT ロンドンオリンピック（2011年）
Wii版のみの初のライバルとして参戦し、水泳とバドミントンで勝負を仕掛けてくる。なお、バドミントンのパートナーは青のキャサリンでキーパーとしても登場し、他にも赤や黄色などのキャサリンもキーパーとして登場する。
ペーパーマリオ スーパーシール（2012年）
ペーパーマリオシリーズ初登場。アイドルとして登場している。後の作品にもアイドルとしてレギュラー出演している。
マリオカート8（2014年）・マリオカート8 デラックス（2023年）
ピーチサーキットの看板に登場しており、その看板からピーチ、デイジー、キノピコ、ウェンディ、ロゼッタとともに「women of racing organization」（和訳すると「女性レース協会」）に所属していることが明らかになっている。サンシャインくうこうでは、アナウンス放送で「Ms. Birdo」と呼び出しを受けている。本作ではプレイアブルとして参戦していないが、2023年2月9日のニンテンドーダイレクトでの発表で、同年3月9日に配信された『マリオカート8 デラックス』の追加コース第4弾配信の際に新たな追加キャラクターとして参戦した。カラーバリエーションとして、赤、青、水色、黄色、緑、オレンジ、黒、白のキャサリンも同時に参戦した。
マリオ&ソニック AT リオオリンピック（2016年）
3DS版ではシリーズ初のプレイヤーキャラクターとして登場した。アーチェリーで選択することができる。また、サッカーではデイジーのサイドキッカーとして赤、青、黄色、水色、緑の5体が登場している。なお、2007年発売の『マリオ&ソニック AT 北京オリンピック』ではマリオ側の隠しキャラクターとして登場する予定だったが取り消された（ただし不完全だがデータとしては収録されている）。
Wii U版では、ヒーロー決戦（ふたりで）の受付として登場。赤、青、緑のキャサリンがサッカーのキーパーとして登場している。
マリオテニス エース（2018年）
2018年10月に追加キャラクターとして登場した。マリオテニスシリーズにプレイヤーキャラクターとしての登場は『マリオテニス64』以来18年ぶりとなっている。
ペーパーマリオ オリガミキング（2020年）
引き続きアイドルとして登場。本作ではアイドルだけでなく、喫茶店のオーナーもしている。また、ペーパーマリオシリーズとしては本作でマリオと初めて直接会話をしている。マリオに好意を寄せている描写があり、強引にキスをしている。
マリオゴルフ スーパーラッシュ（2021年）
アドベンチャーモードにて合宿所の管理人として登場。

## 各国の日本国外名
- 英語：Birdo
- 韓国語：ケソリン(ハングル：캐서린)
- 中国語：カイセリン(簡体字：凯瑟琳)

## バリエーション
キャサリンレッド
『スーパーマリオUSA』のワールド2-2以降のステージボス。タマゴの連射力が上がったキャサリンで、時折火の玉を織り交ぜてくる。
キャサリングリーン
『スーパーマリオUSA』のワールド5以降のステージボス。炎しか吐かず、倒すには別の道具や敵キャラクターが必要になる。灰色の体色の場合もある。
その他のマリオシリーズでは青、黄色、オレンジ、水色、黒など様々な色のキャサリンが登場している。

## 派生・近種
メカキャサリン
『スーパーマリオアドバンス』のワールド3-3でドン・チュルゲに変わって登場するキャサリン型のロボット。巨大タマゴを吐いてくる。
イモーヌ
『マリオ&ルイージRPG3!!!』に登場する、キャサリンそっくりの顔をした小さな芋虫。キノコ王国の3賢者の一人。魔法のような力で巨大化したり、相手を小さくしたりする。戦闘後は、蝶のような姿になる。

## 配役
『マリオテニス64』や『スーパーマリオアドバンス』では女性声優で普通の言葉を発していたが、ニンテンドー ゲームキューブ以降の作品からは戸高一生による加工された独特の低音の鳴き声となっている。
- 日出郎（スーパーマリオUSAとスーパーマリオコレクションのCM）
- 呑奈純（BSスーパーマリオUSA パワーチャレンジ、ピンク）
- 梨花（BSスーパーマリオUSA パワーチャレンジ、レッド）
- あけみ（BSスーパーマリオUSA パワーチャレンジ、グリーン）
- ジェン・テイラー（スーパーマリオアドバンス）
- ジェシカ・チザム （マリオテニス64）
- 戸高一生（マリオゴルフ ファミリーツアー以降の作品）

## 登場作品
太字はプレイアブルとして登場した作品
- 夢工場ドキドキパニック
- スーパーマリオUSA
- スーパーマリオコレクション
- スーパーマリオアドバンス
- BSスーパーマリオUSA パワーチャレンジ
- ワリオの森
- スーパーマリオRPG
- 星のカービィ スーパーデラックス
- マリオ&ルイージRPG
- マリオ&ルイージRPG ブラザーシップ!
- マリオバスケ 3on3
- 役満DS
- キャプテン★レインボー
- MARIO SPORTS MIX
- マリオスポーツ スーパースターズ
- マリオテニスシリーズ（64、GB、GC、オープン、エース）
- マリオゴルフシリーズ（FT、GBA、WT）
- マリオカートシリーズ（ダブルダッシュ!!、DS、ACGP、ACGP2、Wii、7、8DX[注 2]、ツアー）
- マリオストライカーズシリーズ（GC、Wii、Switch）
- スーパーマリオスタジアムシリーズ（ミラクル、ファミリー）
- マリオパーティシリーズ（7、8、9、アイランドツアー、スーパー、スーパースターズ、ジャンボリー）
- 大乱闘スマッシュブラザーズシリーズ（DX、X、Wii U、SPECIAL）
- いただきストリートシリーズ（DS、Wii）
- マリオ&ソニックシリーズ（北京、バンクーバー（Wii/DS）、ロンドン（Wii）、ソチ、リオ（3DS/Wii U）、東京）
- ペーパーマリオシリーズ（スーパーシール、カラースプラッシュ、オリガミキング）